# 王維 (話劇演員)
王維，香港男演員。曾任香港話劇團全職演員22載，五度獲香港舞台劇頒獎典禮提名並三次獲獎；包括於2020年榮獲舞台劇頒獎典禮最佳男主角、以及IATC（HK）「國際演藝家協會」頒授「年度最佳演員獎」。2021年獲提名中國華文戲劇盛典最佳男主角. 同時也是香港著名影視配音聲優及配音導演、配音導師，大型活動雙語主持人。

## 外部連結
- 王維官方網頁 （页面存档备份，存于）
- 王維instagram